# THE ROOSTERS (アルバム)
『THE ROOSTERS』（ザ・ルースターズ）は、1980年11月25日に発売されたルースターズの1枚目のアルバムである。

## 概要
バンド名をアルバム・タイトルとしたルースターズのデビュー・アルバム。
カバー曲とオリジナル曲からなり、1曲目の「テキーラ」はチャンプス、3曲目の「カモン・エヴリバディ」はエディ・コクランのカバー。4曲目の「モナ（アイ・ニード・ユー・ベイビー）」の原曲はボ・ディドリーで、ローリング・ストーンズのカバーでも知られる。
2000年には、デビュー20周年を記念して、3,000枚限定の紙ジャケット仕様再発盤が発売されている。この再発盤は、リマスタリングが施され、ボーナス・トラック4曲が収録されている。なお、2003年にも紙ジャケットで再発されているが、この盤にはボーナス・トラックは収録されていない。

## 曲目
1. テキーラ
  - 作曲：Chuck Rio
2. 恋をしようよ
  - 作詞・作曲：大江慎也
3. C'mon Everybody
  - 作詞・作曲：エディ・コクラン、ジェリー・ケープハート
4. Mona (I Need You Baby)
  - 作詞・作曲：Ellas Modaniels
5. Fool For You
  - 作詞・作曲：大江慎也
6. ハリー・アップ
  - 作詞・作曲：大江慎也
7. In And Out
  - 作曲：ザ・ルースターズ
8. ドゥ・ザ・ブギー
  - 作詞：柴山俊之、作曲：鮎川誠
9. 新型セドリック
  - 作詞・作曲：大江慎也
10. どうしようもない恋の唄
  - 作詞：南浩二、作曲：大江慎也
11. 気をつけろ
  - 作詞・作曲：大江慎也
12. Rosie (Album Version)
  - 作詞・作曲：大江慎也
13. Rosie (Single Version)
  - 作詞・作曲：大江慎也
14. Hey Girl (Single Version)
  - 作詞・作曲：大江慎也
15. Little By Little
  - 作詞・作曲：ナンカー・フェルジ、フィル・スペクター、日本語訳詞：大江慎也
16. Rosie (In Nurnberg Version)
  - 作詞・作曲：大江慎也

※13曲目以降は、2000年の再発盤収録のボーナス・トラック

## 演奏者
- 大江慎也 - ボーカル、ギター
- 花田裕之 - ギター
- 井上富雄 - ベース
- 池畑潤二 - ドラムス